# Martin Michel Charles Gaudin
Pour les articles homonymes, voir Gaudin.
Martin Michel Charles Gaudin, duc de Gaëte, né le 16 janvier 1756 à Saint-Denis près de Paris et mort le 5 novembre 1841 au château de Gennevilliers, est un homme politique français qui commença sa carrière politique sous la Révolution avant d'être le ministre des Finances du Consulat et de l'Empire entre 1799 et 1814.

## Biographie
Martin Gaudin était le fils de Charles Gaudin, avocat au Parlement de Paris et de Louise-Suzanne Ragot, son épouse, fille d'un subdélégué aux finances. Avant la Révolution, il fut directeur dans l'administration générale des contributions.
En 1773, après ses études au collège Louis-le-Grand, Gaudin entra au cabinet de d'Ailly, un ami de sa famille, premier commis d'Henri d'Ormesson, l’intendant des finances placé par Necker, directeur général du Département des impositions. En 1777, D'Ailly confia au jeune Gaudin une division en chef. Gaudin écrit dans ses Mémoires : « Ce fut là le commencement de ma fortune politique. La Révolution a fait le reste ... ».
En 1789, Gaudin devint membre influent du Comité des finances de la Constituante.

### Sous la Révolution
En 1791, Louis XVI, sur proposition du ministre Tarbé, le nomma commissaire de la trésorerie nationale, responsable de la Recette lors de sa création, et il y remplit sa tâche avec beaucoup de talent et de courage, dans une période particulièrement difficile. 
Gaudin fut l'homme qui fit la jonction entre l'ancien système de collecte des impôts directs avec 24 recettes générales et le nouveau système avec 544 receveurs de district élus. Pierre Joseph Cambon était le nouveau ministre des Finances dans ces temps troublés, où ces postes étaient à risques. 
À partir de cette époque, il fut en butte à de continuelles dénonciations, auxquelles il échappa par sa stricte probité et son entente des affaires. Le 10 août 1792, il fut accusé d'avoir avancé au roi sa liste civile.
Cambon et Saint-Just le défendirent toujours et l'écoutèrent parfois, notamment lorsqu'il n'hésita pas à s'opposer au paiement de traites frauduleuses émises par le général Dumouriez, alors tout-puissant. Avec l'aide de Cambon, s'opposant à Robespierre, il parvint à sauver la vie des 48 receveurs généraux des Finances, que la Convention voulait conduire à l'échafaud, dans la même charrette que celle des fermiers généraux.
Néanmoins la situation n'était pas tenable : l'hôtel de la Trésorerie est constamment envahi par la foule, et Gaudin dut plus d'une fois avoir recours à la ruse pour se débarrasser de ses visiteurs. Un décret ayant accordé une paie journalière aux femmes des citoyens qui combattaient pour la patrie, une bande de femmes envahit ses bureaux. Il reçut les plus exaltées, leur dit qu'il était prêt à les payer, mais que, les choses devant être faites régulièrement, elles devaient au préalable lui montrer leur certificat de mariage. Bien peu d'entre elles pouvant sans doute produire cette pièce, elles partirent sans rien réclamer.
Maintes fois dénoncé, il réussit miraculeusement à conserver son poste jusqu'en l'an III (1795), date à laquelle il démissionna « ... au milieu d'inquiétudes de tous genres, excédé de fatigue ... » et se retira à Vic-sur-Aisne, près de Soissons, où il resta trois ans en retraite. Il avait 39 ans et déjà 20 ans de carrière.

### Sous le Directoire
En l'an IV (1798), un courrier du président du Directoire le rappela pour remplacer Dominique-Vincent Ramel-Nogaret au ministère des Finances. Il refusa, puis accepta, en floréal de la même année, d'être commissaire général de l'Administration des Postes, fonction importante malgré tout, en raison du « cabinet noir ». C'était l'ancienne place « d'intendant général des postes aux lettres et aux chevaux ».

### Sous le Consulat et le Premier Empire
Bonaparte le nomma ministre des Finances au lendemain du coup d'État du 18 Brumaire. 
Gaudin raconte ainsi leur rencontre : 
« Il donnait, lorsque j’entrai, des ordres au commandant de la Garde. Il vint à moi de l’air le plus gracieux : 

- Vous avez longtemps travaillé dans les finances ? 

- Pendant 20 ans, général ! 

- Nous avons grand besoin de votre secours et j’y compte. Allons, prêtez serment, nous sommes pressés... »
Gaudin s’attela à la réorganisation financière, en créant un corps de fonctionnaires dépendant directement du ministre et dont l’efficacité était immédiate : un receveur par arrondissement et un receveur général par département. Le ministre Gaudin imposa le cautionnement à tous les fonctionnaires et notamment aux percepteurs.
Il rétablit en même temps les impôts indirects comme les octrois, puis les taxes sur le tabac, les boissons et même le sel, sans oublier la loterie.
Gaudin introduisit de grandes réformes dans l'administration financière, supprima les marchés et les délégations, rétablit les contributions directes, fit confectionner les rôles et exigea les paiements par douzièmes et à l'avance des impôts de l'année courante. Il organisa la hiérarchie du percepteur au receveur particulier. Enfin, à l'aide de la caisse d'amortissement où étaient déposés les cautionnements de ces fonctionnaires, il put créer la Banque de France. Gaudin emprunta l'idée du cadastre, qui fut sa grande préoccupation, à la Constitution de 1791. Mais nul n'en avait comme lui compris l'importance, pour établir d'une manière équitable la contribution foncière. 
Gaudin fut l’un des pères du franc germinal, créé le 7 germinal an XI (1803) et resté en vigueur jusqu’en 1928, dont la valeur par rapport à l'or demeura immuable jusqu’en 1914.
Il présenta en l'an X le premier budget vraiment digne de ce nom. Toutes ces réformes ne s'accomplirent pas sans luttes, aussi Gaudin crut-il devoir envoyer à Bonaparte sa démission le 28 floréal an XII, que celui-ci refusa. Gaudin resta donc ministre des Finances jusqu'au 1er avril 1814.
Nommé membre de la Légion d'honneur le 9 vendémiaire an XII, il fut promu grand officier le 25 prairial suivant, puis grand aigle le 13 pluviôse an XIII. Il fut créé comte Gaudin et de l'Empire le 26 avril 1808 et duc de Gaëte le 15 août 1809.

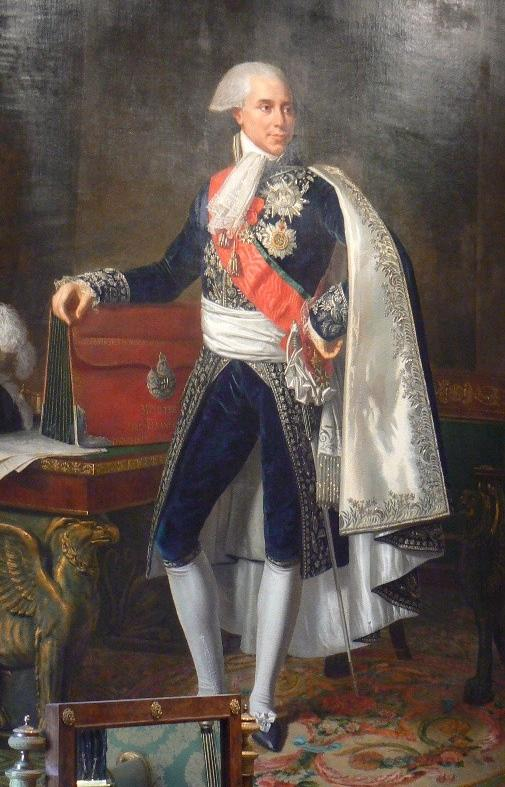

En 1805, Gaudin organisa les finances de la Ligurie, puis en 1811 celles de la Hollande.
Du 21 mars au 8 juillet 1815, pendant les Cent-Jours, il fut ministre des Finances pour la deuxième fois, et, le 2 juin de la même année, nommé pair des Cent-Jours. Il demeura toujours fidèle à Napoléon Ier, et, dans les chambres de la Restauration française où il siégeait, quand les royalistes attaquèrent la mémoire de l'Empereur, il ne manqua jamais de la défendre. Napoléon disait de lui: «Il sait les choses» et à Sainte-Hélène le jugeait ainsi: «Tout ce qu’il est possible de faire en peu de jours pour détruire les abus d’un régime vicieux et remettre en honneur les principes du crédit et de la modération, Gaudin le fit. C’était un administrateur de probité et d’ordre». Pour lui, le service de l’état était un vrai sacerdoce. 

### Sous la Restauration et la monarchie de Juillet
Il est, en effet, élu député constitutionnel à la Chambre des députés, le 22 août 1815, par le collège de département de l'Aisne, avec 68 voix sur 135 votants et 266 inscrits, et réélu, le 4 octobre 1816, par 119 voix sur 180 votants et 293 inscrits. Il siège dans la majorité, et, en 1820, est nommé, en remplacement de Jacques Laffitte, gouverneur de la Banque de France, fonction qu'il conserve jusqu'en 1834.
Il ne se marie qu’en 1822 à l'âge de 70 ans. Son épouse, Marie-Anne Summaripa, divorcée d’un homonyme, Émile Gaudin de Feurs, est une aristocrate grecque de Naxos. Il adopte sa fille qui épousera plus tard le marquis de Girardin.
Son portrait, celui de son épouse et le mobilier complet de leur chambre à coucher, magnifique ensemble de style Empire, revint à la Banque de France qui le déposa au musée Carnavalet. Il est désormais exposé au château de Rambouillet. Le portrait de Gaudin en costume officiel de ministre a été peint par Joseph-Marie Vien en 1806 (Carnavalet, p. 2553).
Gaudin meurt en novembre 1841 à Gennevilliers. Il est inhumé au cimetière de l'Est, dit « du Père-Lachaise », 27e division.
Les papiers personnels de Martin Michel Charles Gaudin sont conservés aux Archives nationales sous la cote 188AP.

## Œuvres
Il est l'auteur de Mémoires, souvenirs et opinions de M. Gaudin, duc de Gaëte (1826), Notice historique sur les finances de la France depuis 1800 jusqu'au 1er avril 1814 (1818), etc.

## Décorations
- Légion d'honneur :
  - Légionnaire (9 vendémiaire an XII : 2 octobre 1803), puis,
  - Grand officier (25 prairial an XII : 14 juin 1804), puis,
  - Grand aigle de la Légion d'honneur (13 pluviôse an XIII : 2 février 1805) ;
- Commandeur de l'Ordre de la Couronne de fer ;
- Grand'croix de l'Ordre du Christ (Portugal) ;

## Armoiries
| Figure | Blasonnement |
|        | Armes du comte Gaudin et de l'Empire Franc-quartier de comte ministre ; champ d'or au pal d'azur, chevronné d'or, bordure d'azur semée de besans d'or et d'argent alternatifs., - Livrée : aux couleurs de l'écu.                                                               |
|        | Armes du duc de Gaëte et de l'Empire D'or au pal d'azur chevronné de trois pièces d'or à la bordure d'azur semée de besans d'or et d'argent alternatifs : franc-quartier des comtes ministres : chef des ducs d'Empire brochant sur le tout., - Livrées : jaune, bleu et blanc. |